# موتور محمد علی گرگیچ
موتور محمد علی گرگیچ یا موتور عظیم روستایی در دهستان چشمه زیارت بخش مرکزی شهرستان زاهدان استان سیستان و بلوچستان ایران است.

## جمعیت
بر پایه سرشماری عمومی نفوس و مسکن در سال ۱۳۹۵ جمعیت این روستا ۲۳ نفر (۱۰خانوار) بوده‌است.